# Платон Чихачов
Платон Александрович Чихачов (рус. Платон Алекса́ндрович Чихачёв; Гатчина, 1812 — Версај, 13. мај 1892) био је истакнути руски географ, путописац и алпиниста, и један од оснивача Руског географског друштва. Млађи је брат руског и француског академика Петра Чихачова. Почасни члан више европских академија наука.
Познат је по бројним истраживањима Северне и Јужне Америке, Пиринеја, северна Африке и средње Азије. Први је човек који се успео на врх еквадорског стратовулкана Пичинча (висина 4.784 метра), те први човек који је израчунао масималну висину Пиринеја (3.404 метра).